# بخش بازتا (شهرستان ترامپول، اوهایو)
بخش بازتا (به انگلیسی: Bazetta Township) یک منطقهٔ مسکونی در ایالات متحده آمریکا است که در شهرستان ترامبل، اوهایو واقع شده‌است.
 بخش بازتا ۶۳٫۴ کیلومتر مربع مساحت و ۶٬۳۰۶ نفر جمعیت دارد و ۲۹۱ متر بالاتر از سطح دریا واقع شده‌است.